# Liste der Biografien/Bej
Liste der Biografien |
Portal Biografien |
Personensuche
# |
A |
B |
C |
D |
E |
F |
G |
H |
I |
J |
K |
L |
M |
N |
O |
P |
Q |
R |
S |
T |
U |
V |
W |
X |
Y |
Z |
?
 
Ba |
Be |
Bd |
Bg |
Bh |
Bi |
Bj |
Bl |
Bm |
Bn |
Bo |
Br |
Bs |
Bu |
Bw |
By |
Bz
 
Bea–Beb |
Bec |
Bed |
Bee |
Bef |
Beg |
Beh |
Bei |
Bej |
Bek |
Bel |
Bem |
Ben |
Beo |
Bep |
Beq |
Ber |
Bes |
Bet |
Beu |
Bev |
Bew |
Bex |
Bey |
Bez
Die Liste der Biografien führt alle Personen auf, die in der deutschsprachigen Wikipedia einen Artikel haben. Dieses ist eine Teilliste mit 45 Einträgen von Personen, deren Namen mit den Buchstaben „Bej“ beginnt.

## Bej

### Beja
- Beja, Maria Olinda, Schriftstellerin aus São Tomé und Príncipe
- Bejach, Curt (1890–1944), deutscher Mediziner und Opfer der nationalsozialistischen Herrschaft
- Bejach, Peter (1916–2004), deutscher Hörspiel-, Fernseh- und Theater-Autor und -Regisseur
- Bejan, Petre (1896–1978), rumänischer Politiker
- Bejaoui, Dominik (* 1982), deutscher Basketballschiedsrichter
- Béjar Roca, Júnior (* 1999), peruanischer Filmschauspieler
- Béjar Ruiz, Feliciano (1920–2007), mexikanischer Künstler
- Béjar, Héctor (* 1935), peruanischer Autor, Bildhauer, Soziologe, Rechtsanwalt und Politiker
- Béjar, Luis Alfredo (1942–2011), spanischer Schriftsteller
- Béjar, Nélida (* 1979), spanische Komponistin
- Bejarano, Cristián (* 1981), mexikanischer Boxer
- Bejarano, Esther (1924–2021), deutsche Überlebende des Vernichtungslagers Auschwitz, Zeitzeugin und AutorinEsther Bejarano (1924–2021)

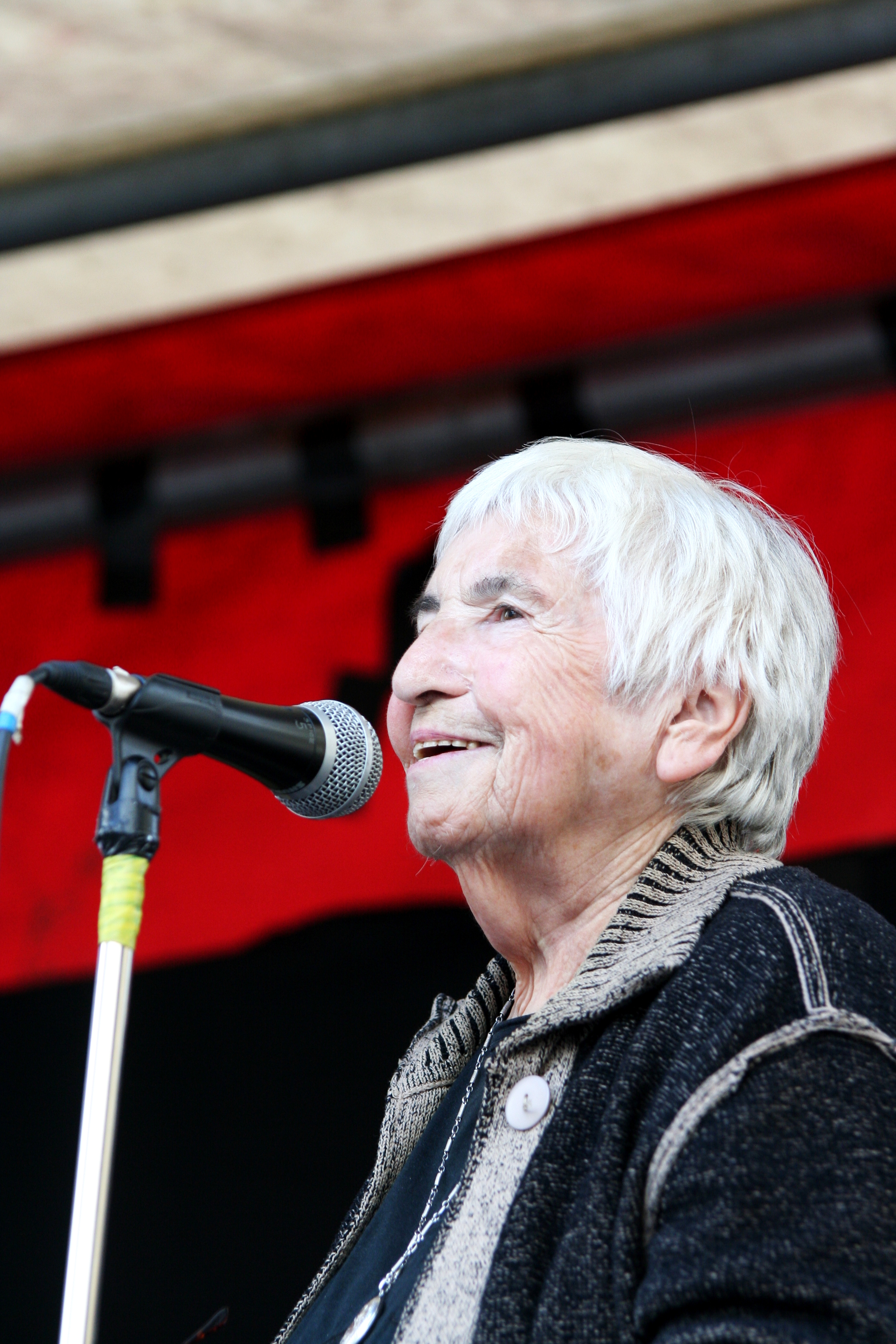
Esther Bejarano (1924–2021)

- Bejarano, Henry (* 1978), costa-ricanischer Fußballschiedsrichter
- Bejarano, José Manuel (* 1956), bolivianischer Skirennläufer
- Bejarano, Liliana (* 1978), bolivianische Fußballschiedsrichterassistentin
- Bejarano, Noe (* 2006), spanische Fußballspielerin
- Bejarano, Ramon (* 1969), US-amerikanischer römisch-katholischer Geistlicher und Weihbischof in San Diego
- Bejarano, Susan (* 1995), mexikanische Fußballspielerin
- Béjart, Armande (1642–1700), französische Schauspielerin
- Béjart, Madeleine (1618–1672), französische Schauspielerin
- Béjart, Maurice (1927–2007), französischer Choreograf und Leiter des Béjart-BalletsMaurice Béjart (1927–2007)

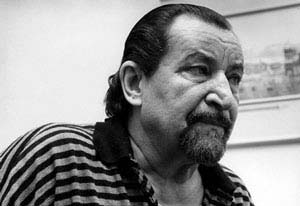
Maurice Béjart (1927–2007)

### Bejb
- Bejbl, Karel (1906–1962), tschechischer Fußballspieler und -trainer
- Bejbl, Radek (* 1972), tschechischer Fußballspieler

### Bejd
- Bejderman, Oleksandr (* 1949), jüdisch-ukrainischer Schriftsteller

### Beje
- Bejel, Emilio (* 1944), kubanischer Schriftsteller und Professor für hispanoamerikanische Literatur
- Bejenaru, Constantin (* 1984), rumänischer Boxer
- Bejenaru, Karola Patricia (* 1997), rumänische Tennisspielerin
- Bejer, Werner (* 1925), deutscher Fußballspieler
- Bejerano Portela, Gladys María (* 1947), kubanische Politikerin (PCC)

### Bejh
- Bejhelsymer, Julija (* 1983), ukrainische Tennisspielerin

### Beji
- Béji, Hélé (* 1948), tunesische Schriftstellerin und Essayistin
- Bejic, Almin (* 2004), deutsch-bosnischer Schauspieler
- Bejic, Esad (* 2001), österreichischer Fußballspieler
- Bejinariu, Viviana Iuliana (* 1994), rumänische Ruderin
- Bejinaru, David (* 2003), rumänischer Hochspringer

### Bejk
- Bejko, Talyna (* 1970), ukrainische Tennisspielerin

### Bejl
- Bejlek, Sára (* 2006), tschechische Tennisspielerin
- Bejleri, Markela (* 2001), albanische Fußballspielerin

### Bejn
- Bejnar, Monika (* 1981), polnische Sprinterin
- Bejnarowicz, Jakub (* 1980), deutsch-polnischer Kameramann

### Bejo
- Bejo, Bérénice (* 1976), argentinisch-französische SchauspielerinBérénice Bejo (* 1976)

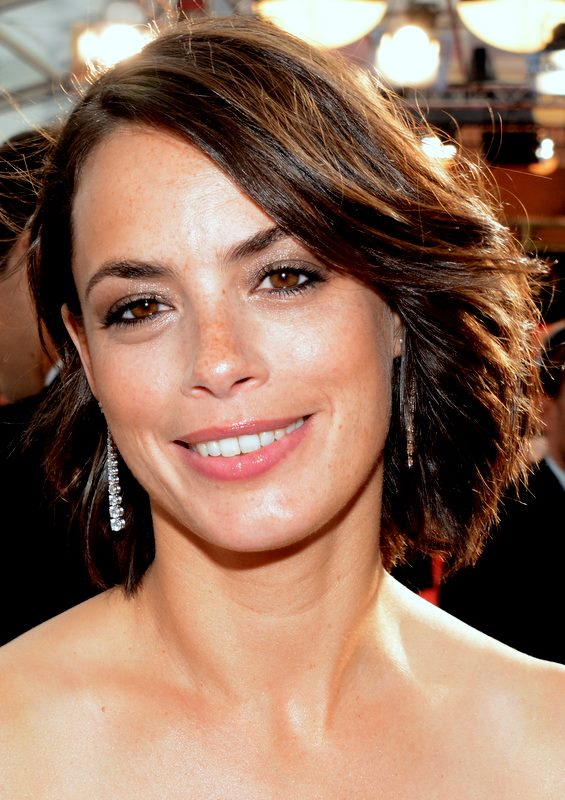
Bérénice Bejo (* 1976)

- Bejoy, Bernalyn (* 2001), philippinische Leichtathletin

### Bejs
- Bejsovec, Jan (* 1975), deutscher Textilkünstler

### Bejt
- Bejtulai, Egzon (* 1994), mazedonischer Fußballspieler

### Bejz
- Bejze, Bohdan (1929–2005), polnischer Geistlicher und Universitätsprofessor, Weihbischof in Łódź